# Geisheck-Formation
Die Geisheck-Formation ist in der Erdgeschichte eine lithostratigraphische Gesteinseinheit im Oberkarbon des Saar-Nahe-Beckens. Sie folgt auf die Sulzbach-Formation und wird von der Luisenthal-Formation überlagert. Sie wird in das Westfalium D (Oberkarbon oder Pennsylvanium) datiert.

## Namengebung und Begriffsgeschichte
Die Geisheck-Formation ist nach dem Schacht Geisheck, bei Heinitz (Neunkirchen) benannt. Der Name wurde ursprünglich als Geisheck-Schichten eingeführt und später formell lithostratigraphisch in Geisheck-Formation geändert.

## Definition, Korrelation und Alter
Die Untergrenze bildet die Basis von Flöz 1 Stolberg, die Obergrenze der Tonsteinhorizont 2. Die Formation besteht aus wechselnden grobsandigen bis feinkiesigen Schüttungen mit pelitischen Zwischenlagen. Die Schichten wurden durch verzweigte Flüsse oder schwach mäandrierende Flüsse abgelagert. Die Geisheck-Schichten werden von Schäfer in das Westfalium D datiert, die Stratigraphische Tabelle von Deutschland stellt sie dagegen in den höheren Teil des Westfalium C (Bolsovium).

## Gliederung
Die Geisheck-Formation bildet zusammen mit der Luisenthal-Formation und der Heiligenwald-Formation die Obere Saarbrücken-Gruppe. Sie wird formell lithostratigraphisch nicht weiter in Unterformationen untergliedert.

## Fossilien
Die Geisheck-Formation ist durch Insektenreste von Libellen bekannt geworden. Sie enthält außerdem zahlreiche Pflanzenfossilien.